# Gilling
En la mitología escandinava, Gilling era uno de los gigantes y padre de Suttung. Él y su esposa fueron asesinados por Fjalar y Galar.
Gilling era un gigante algo tonto. Los enanos, Fjalar y Galar lo convencieron de que remara hasta la mitad de un lago como parte de una excursión. Luego hundieron el bote y tomados de los restos del naufragio llegaron a la costa, mientras Gilling que era demasiado torpe para hacer esto se ahogó.
Su esposa es asesinada cuando ambos enanos se suben al techo de su casa y gimotean fuerte que Gilling ha muerto. Cuando su esposa sale corriendo de la casa y gritando conmocionada, Fjalar y Galar arrojan la rueda de un molino en su cabeza, matándola. Suttung, el hijo de Gilling quien era astuto y codicioso, juró vengarse y ató a ambos enanos a una roca que estaba a punto de ser cubierta por la marea. Los enanos rogaron que los librara y prometieron darle de beber de la hidromiel mágica, a lo cual Suttung aceptó.